# Jaime Smith de Vasconcelos
Jaime Smith de Vasconcellos, (Rio de Janeiro, 11 de junho de 1884 – São Paulo, 10 de maio de 1933), terceiro barão de Vasconcellos  e barão de Smith Vasconcellos, foi um genealogista e nobre brasileiro.
Viveu muitos anos na Suíça, onde publicou com o pai, Rodolfo, o Arquivo Nobiliárquico Brasileiro.
Casou-se 1911, em São Paulo, com Ana Teresa Siciliano, natural de Piracicaba, filha do conde Alessandro Vincenzo Siciliano, 1.º conde Siciliano, e Laura de Melo Coelho. Jaime Smith de Vasconcellos e Ana Teresa Siciliano tiveram os filhos:
- Alexandre Rodolfo Smith de Vasconcellos (1912), sem mais notícias;
- Jaime Lauro Smith de Vasconcellos (1915), sem mais notícias;
- Laura Maria Smith de Vasconcellos (1916), sem mais notícias;
- Luís Afonso Smith de Vasconcellos (1917), casado com Noêmia Fracalanza. É pai de Marta Teresa Smith de Vasconcelos, mais conhecida como Marta Suplicy;
- Paulo Carlos Smith de Vasconcellos (1918), sem mais notícias;
- Eugênia Cecília Smith de Vasconcellos (1921), sem mais notícias;
- Geraldo José Smith de Vasconcellos (1925), caçula apelidado de Baby, falecido em 2007.

Em 1922, foi agraciado com a grã-cruz da Ordem Equestre do Santo Sepulcro de Jerusalém.